# Thomas Heywood

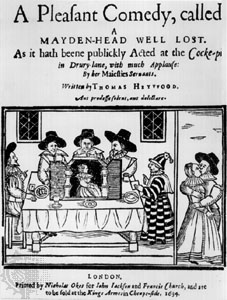
Strona tytułowa sztuki „A Pleasant Comedy, Called a Maidenhead Well Lost”

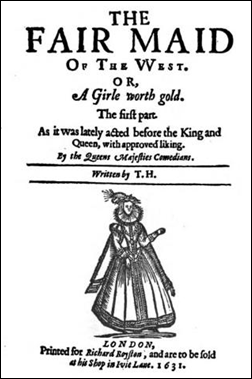
Strona tytułowa sztuki The Fair Maid of the West

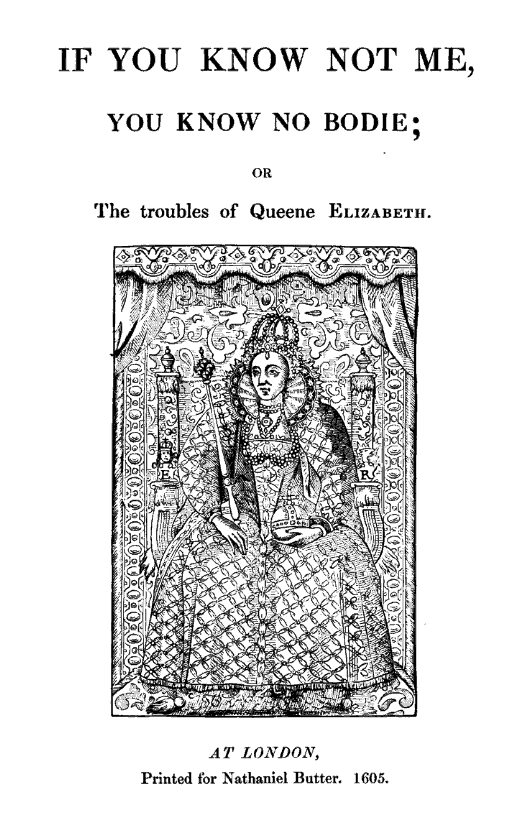
Strona tytułowa sztuki If You Know Not Me, You Know Nobody

Thomas Heywood (ur. ok. 1574, zm. 1641) – angielski aktor i dramaturg, jeden z najpłodniejszych autorów piszących dla teatru w epoce elżbietańskiej.

## Życiorys
Thomas Heywood urodził się prawdopodobnie w 1574 (Przemysław Mroczkowski podaje datę 1570?). Był pochodzenia szlacheckiego. Przypuszcza się, że studiował na University of Cambridge, choć nie zachowały się potwierdzające ten fakt dokumenty. Około 1598 dołączył do aktorskiej trupy Philipa Henslowe’a, nazywanej Admiral’s Men. Do końca życia był aktywny jako autor dramatyczny i aktor. Zmarł w 1641. Niektóre źródła podają jednak datę 1650.

## Twórczość dramatyczna
Thomas Heywood, jak sam zaznaczył w przedmowie do English Traveller (1633), przyłożył rękę (either an entire hand, or at least a maine finger) do napisania około dwustu dwudziestu sztuk elżbietańskich. Pisał komedie, romanse sceniczne, kroniki historyczne i tragedie domowe (domestic tragedy). Zadebiutował zapewne sztuką The Four Prentices of London: With the Conquest of Jerusalem, wystawioną przed 1600 i wydaną w 1615. Do jego najbardziej znanych sztuk należą The Captives i A Pleasant Comedy, Called a Maidenhead Well Lost (obie z 1634), a także The Fair Maid of the West (1631). Najpopularniejszy z jego dramatów historycznych, If You Know Not Me, You Know Nobody (1605–06), opowiada o królowej Elżbiecie I Wielkiej. Z twórczości Heywooda zachowało się trzydzieści sztuk.
- The Four Prentices of London: With the Conquest of Jerusalem (wyd. 1615) – pomysłowe połączenie kroniki i opowieści rycerskiej.
- King Edward II  (wyd. 1599) – dramat historyczny przypisywany Heywoodowi ze względu na wyrażone w sztuce uczucia, humor i „zwykłość” akcji.
- If You Know Not Me, You Know Nobody (wyd. 1605 na podstawie korsarskiego stenogramu) – mieszanina błędnie wydrukowanych fragmentów. Heywood protestował przeciw wydaniu, ale nie zdobył się na lepszą edycję utworu.
- The Golden Age (1611), The Silver Age (1613), The Brazen Age (1613) oraz The Iron Age (w dwu częściach, ok. 1632) – zbiór udramatyzowanych mitów od Saturna do Ulissesa, z Homerem w roli narratora i chórem.
- A Woman Killed with Kindness (wyd. 1607) – najlepsza sztuka Heywooda, tragedia rodzinna, której tematem są nieszczęścia rodzinne jej bohaterów.
- The Wise-Woman of Hogsdon (ok. 1604, wyd. 1638) – komedia o złożonej fabule i wielu groteskowych postaciach.
- The Royall King, and the Loyall Subject (grana ok. 1602) – dramat romantyczny
- The Rape of Lucrece (wyd. 1608) – mieszanina tragedii i wodewilu
- The Fair Maid of the West (wyd. 1631) – komedia romantyczna z akcentami patriotycznymi i o tematyce morskiej.
- The English Traveller (wyd. 1633) – sztuka, której konstrukcja została osnuta wokół motywu występującego w najlepszych dramatach Heywodda (The Captives, wyd. 1883; A Mayden-Head well lost, wyd. 1634; A Challenge for Beautie, wyd. 1636; Love Maistresseː Or, the Queens Masque, grana 1633)ː jeśli jest rzeczą ludzką błądzić, to przebaczenie wynosi ludzi ponad ziemię.
- Fortune by Land and Sea (grana 1607, wyd. 1655) – dramat domowy napisany wspólnie z Williamem Rowleyem.
- The late Lancasshire Witches (wyd. 1634) – napisana wspólnie z Richardem Brome'm historia o sprawkach pewnych kobiet, z których dwanaście skazano na śmierć za czary[4].

## Pozostała twórczość
Napisał też prozatorski esej An Apology for Actors. Poza tym wydał epos Troia Britannica, or Great Britain’s Troy (1609). Utwór ten jest napisany oktawą i liczy około 13 tysięcy wersów. Dramaturgia Heywooda jest z reguły omawiana w kontekście twórczości Thomasa Dekkera.
Zobacz też: Cotswold Olimpick Games